# Prințul Louis Carol al Prusiei
Prințul Louis Carol al Prusiei (germană Friedrich Ludwig Karl von Preußen) (5 noiembrie 1773 - 28 decembrie 1796) a fost al doilea fiu al regelui Frederic Wilhelm al II-lea al Prusiei și a celei de-a doua soții, Frederika Louisa de Hesse-Darmstadt.
A murit la vârsta de 23 de ani de difterie.